# Seznam občin v Sloveniji (1955)
Seznam občin v Ljudski republiki Sloveniji leta 1955.

## Zakonodaja
Republiški zbor Ljudske skupščine Ljudske republike Slovenije je 28. junija 1955 sprejel Zakon o območjih okrajev in občin v Ljudski republiki Sloveniji, ki je bil 30. junija 1955 objavljen v Uradnem listu Ljudske republike Slovenije, št. 24. Slovenija je bila s to reformo razdeljena na 11 okrajev in 130 občin.
Upravna delitev je bila pozneje popravljena z objavami v UL LRS v številkah: 13/56, 25/57, 30/58, 34/58, 44/58, 17/59, 2/60 in 9/60.

## Seznam
- Okraj Celje

- Občina Celje
- Občina Kozje
- Občina Laško
- Občina Mozirje
- Občina Planina pri Sevnici
- Občina Rogaška Slatina
- Občina Slovenske Konjice
- Občina Šentjur pri Celju
- Občina Šmarje pri Jelšah
- Občina Šoštanj
- Občina Vojnik
- Občina Vransko
- Občina Žalec

- Okraj Gorica

- Občina Ajdovščina
- Občina Bovec
- Občina Cerkno
- Občina Dobrovo
- Občina Idrija
- Občina Kanal
- Občina Kobarid
- Občina Komen
- Občina Nova Gorica
- Občina Šempeter pri Novi Gorici
- Občina Tolmin
- Občina Vipava

- Okraj Kočevje

- Občina Dobrepolje
- Občina Draga - Loški potok
- Občina Kočevje
- Občina Lašče
- Občina Predgrad
- Občina Ribnica
- Občina Sodražica

- Okraj Koper

- Občina Divača
- Občina Hrpelje
- Občina Ilirska Bistrica
- Občina Izola
- Občina Koper
- Občina Piran
- Občina Pivka
- Občina Postojna
- Občina Sežana

- Okraj Kranj

- Občina Bled
- Občina Bohinj
- Občina Cerklje
- Občina Gorenja vas
- Občina Jesenice
- Občina Kranj
- Občina Radovljica
- Občina Škofja Loka
- Občina Tržič
- Občina Železniki
- Občina Žiri

- Okraj Ljubljana

- Občina Borovnica
- Občina Cerknica
- Občina Dobrova pri Ljubljani
- Občina Domžale
- Občina Grosuplje
- Občina Ivančna gorica
- Občina Kamnik
- Občina Litija
- Občina Ljubljana-Bežigrad
- Občina Ljubljana-Center
- Občina Ljubljana-Črnuče
- Občina Ljubljana-Moste
- Občina Ljubljana-Polje
- Občina Ljubljana-Rudnik
- Občina Ljubljana Šentvid
- Občina Ljubljana-Šiška
- Občina Ljubljana-Vič
- Občina Logatec
- Občina Loška dolina
- Občina Medvode
- Občina Mengeš
- [[Občina Moravče]
- Občina Vrhnika

- Okraj Maribor

- Občina Črna pri Prevaljah
- Občina Dravograd
- Občina Lenart
- Občina Maribor - Center
- Občina Maribor - Košaki
- Občina Maribor - Tabor
- Občina Maribor - Tezno
- Občina Podvelka
- Občina Poljčane
- Občina Rače
- Občina Radlje ob Dravi
- Občina Ravne na Koroškem
- Občina Ruše
- Občina Slovenj Gradec
- Občina Slovenska Bistrica
- Občina Šentilj

- Okraj Murska Sobota

- Občina Beltinci
- Občina Cankova
- Občina Gornja Radgona
- Občina Grad
- Občina Lendava
- Občina Ljutomer
- Občina Martjanci
- Občina Murska Sobota
- Občina Petrovci - Šalovci
- Občina Videm ob Ščavnici

- Okraj Novo mesto

- Občina Črnomelj
- Občina Kostanjevica-podbočje
- Občina Metlika
- Občina Mirna
- Občina Mokronog
- Občina Novo mesto
- Občina Semič
- Občina Straža-Toplice
- Občina Šentjernej
- Občina Trebnje
- Občina Žužemberk

- Okraj Ptuj

- Občina Borl
- Občina Cirkovce
- Občina Desternik
- Občina Gorišnica
- Občina Juršinci
- Občina Lešje
- Občina Ormož
- Občina Ptuj
- Občina Središče
- Občina Videm

- Okraj Trbovlje

- Občina Brežice
- Občina Hrastnik
- Občina Radeče
- Občina Senovo
- Občina Sevnica
- Občina Trbovlje
- Občina Videm - Krško
- Občina Zagorje ob Savi